# Morodou
Morodou (ou Morodougou) est une sous-préfecture de Guinée située à 37 kilomètres du chef-lieu de la préfecture, Mandiana.

## Histoire
Elle est érigée en arrondissement en 1969 et en commune rurale le 6 décembre 1992, elle est l’une des douze juridictions administratives que compte la préfecture de Mandiana. 

## Économie
L'économie repose essentiellement sur l’agriculture, l’élevage, la pêche, l’artisanat, la cueillette, l’orpaillage et le petit commerce. 
En 2007, elle était considérée par le gouvernement comme relevant d'un « indice de pauvreté accentué ».
Son sous-sol recèle de l'or.

## Géographie
Morodou est limitée au nord par les sous-préfectures de Kiniéran, Koundianakoro et la frontière avec la République du Mali ; au sud se trouve la sous-préfecture de Faralako, à l’est la sous-préfecture de Niantania et, à l'ouest, la sous-préfecture de Koundian.
Elle couvre une superficie de 1 223 km2.
Elle est arrosée par le Sankarani, affluent de la rive droite du Niger.
|          | Kiniéran, Koundianakoro |           |
| Koundian | Morodou                 | Niantania |
|          | Faralako                |           |

### Climat
La localité est dotée d'un climat désertique, de type BWh selon la classification de Köppen. La moyenne annuelle de température est de 27,6 °C et celle des précipitations de 789,6 mm.

## Démographie
Lors du recensement de 2014, la localité comptait 28 431 habitants. Sa population a été estimée à 30 407 personnes en 2016.
La population, presque exclusivement agro-pastorale, est répartie dans seize districts et douze secteurs.

## Politique
La région fait l'objet de conflits frontaliers récurrents avec le Mali, en relation avec les ressources minières locales,,.